# Adnan Al-Talyani
Adnan Khamees Al-Talyani (Arabskie: عدنان الطلياني) (ur. 4 marca w 1964) – emiracki piłkarz, jeden z najlepszych piłkarzy w historii reprezentacji Zjednoczonych Emiratów Arabskich. W reprezentacji wystąpił 164 razy, co czyni go jedynym ze światowych rekordzistów.

## Kariera klubowa
Przez całą piłkarską karierę (1982-2002) Adnan Al-Talyani był zawodnikiem Al Shaab Club. Z Al Shaab zdobył Puchar ZEA w 1993 oraz Superpuchar ZEA w 1994 roku.

## Kariera reprezentacyjna
Adnan Al-Talyani występował w reprezentacji ZEA w latach 1984-1997. W reprezentacji zadebiutował 10 marca 1984 roku w Maskacie w wygranym 2-0 meczu z Kuwejtem podczas Turniej o Puchar Zatoki 1984. Był to udany debiut, gdyż Al-Talyani zdobył w nim bramkę.
W turnieju o Puchar Zatoki wystąpił siedmiokrotnie, trzykrotnie zajmując drugie miejsce w 1986, 1988 i 1994 roku. W 1984 uczestniczył w Pucharze Azji. W 1985 roku uczestniczył w eliminacjach do Mistrzostw Świata 1986. W 1988 roku uczestniczył ponownie w Pucharze Azji.
W 1989 uczestniczył w eliminacjach do Mistrzostw Świata 1990. W tych eliminacjach strzelił cztery bramki. Na Mundialu we Włoszech wystąpił we wszystkich trzech meczach z: RFN, Jugosławią oraz z Kolumbią. W 1992 roku trzeci raz uczestniczył w Pucharze Azji, zajmując czwarte miejsce. W 1993 uczestniczył w eliminacjach do Mistrzostw Świata 1994.
W 1996 po raz ostatni uczestniczył w Pucharze Azji, który był rozgrywany na stadionach w Zjednoczonych Emiratach Arabskich. Reprezentacja ZEA zajęła na tym turnieju drugie miejsce. W 1997 roku uczestniczył w eliminacjach do Mistrzostw Świata 1998 oraz w Pucharze Konfederacji. Na tej ostatniej imprezie 17 grudnia 1997 w przegranym 1-6 meczu z Czechami, Al-Talyani wystąpił po raz 164 i ostatni, strzelając 53 bramkę w reprezentacji. Do chwili obecnej jest rekordzistą w ilości strzelonych bramek.